# Abraham (imię)
Abraham – imię męskie, wywodzące się najprawdopodobniej z języka akadyjskiego Aba-am-ra-am, „kochaj ojca”. W biblijnej Księdze Rodzaju do 17 rozdziału biblijny patriarcha Abraham nazywany jest Abramem (hebr. אברם wywyższony ojciec). Następnie imię zostaje zmienione na powszechnie znane – Abraham. Ponad 100 razy autorzy natchnieni wymieniają w Biblii imię patriarchy, z czego więcej niż 70 razy w samym Nowym Testamencie. W Koranie mówi się o Abrahamie aż 188 razy. Imię to nosiło wielu świętych katolickich i prawosławnych.
Abraham imieniny obchodzi 31 stycznia, 14 lutego, 16 marca, 15 czerwca, 16 sierpnia, 9 października, 29 października, 6 grudnia i 19 grudnia.

## W innych językach
- arab. إبراهيم (Ibrāhīm)
- czes. Abrahám
- esper. Abrahamo
- est. Aabraham
- farsi ابراهیم
- grec. Αβραάμ
- hebr. אברהם (Avrāhām)
- jid. אברהם
- kurd. Îbrahîm
- łac. i większość języków europejskich Abraham
- port. Abraão
- ros. Авраам
- rum. Avraam
- serb. Абрахам
- słow. Abrahám
- tur. İbrahim
- węg. Ábrahám
- wł. Abramo

## Osoby noszące imię Abraham
- Biblia
  - Abraham – biblijny patriarcha, wspominany 9 października
- Święci
  - Abraham – męczennik, wspominany w Etiopii 3 sierpnia
  - Abraham Paleostrowski – rosyjski święty prawosławny, czczony 21 sierpnia
  - Abraham z Armenii – kapłan wyznawca, eremita, wspominany 20 grudnia
  - Abraham z Arazd – diakon męczennik, czczony w Armenii 31 lipca
  - Abraham z Arbelii – biskup z Syrii, wspominany 31 stycznia lub 4 lutego
  - Abraham z Bułgarii – męczennik, konwertyta z Islamu, wspominany 6 marca w Bułgarii
  - Abraham z Cyrrhus – eremita syryjski, wspominany 14 lutego
  - Abraham z Clermont – opat, założyciel klasztoru St. Cirgues w Clermont, wspominany 15 czerwca
  - Abraham z Egiptu – mnich, wspominany w Egipcie 21 maja
  - Abraham z Gamndui – męczennik, wspominany w Kościele koptyjskim 10 sierpnia
- Islam
  - Ibrahim – syn proroka Mahometa
- Inne osoby
  - Abraham – biskup Fryzyngi
  - Abraham – kagan awarski
  - Abraham a Sancta Clara – wiedeński kaznodzieja, augustianin
  - Abraham Abraham – nowojorski potentat handlowy, filantrop żydowski
  - Abraham ben Szlomo Abulafia – sefardyjski kabalista z XIII w.
  - Abraham Bloemaert – malarz i rytownik holenderski
  - Abraham Bornsztajn – rabin chasydzki
  - Abraham Chamiec – polski szlachcic
  - Abraham Cwi Dawidowicz – polski kompozytor żydowskiego pochodzenia
  - Abraham Duquesne – dowódca francuskiej marynarki wojennej
  - Abraham Eiger – rabin i uczony żydowski
  - Abraham Flaks – rabin pochodzenia rosyjskiego, główny rabin Krakowa
  - Abraham Fornander – polinezyjski Oskar Kolberg
  - Abraham Geiger – jeden z twórców judaizmu reformowanego
  - Abraham Gesner – kanadyjski wynalazca, geolog i lekarz
  - Abraham Giulchandanian – ormiański pisarz i działacz niepodległościowy
  - Abraham Goldstein – przemysłowiec śląski
  - Abraham Gombiner – żydowski filozof, cadyk, naczelny rabin Kalisza
  - Abraham Joshua Heschel – teolog i filozof żydowski
  - Abraham Jacobi – ojciec pediatrii
  - Abraham Karpinowicz – polski pisarz pochodzenia żydowskiego
  - Abraham Izaak Kamiński – polski aktor i reżyser żydowskiego pochodzenia
  - Abraham Kulwieć – litewski i polski działacz reformacji
  - Abraham Kupchik – amerykański szachista pochodzenia żydowskiego
  - Abraham Kurc – polski aktor żydowskiego pochodzenia
  - Abraham Lincoln – szesnasty prezydent USA
  - Abraham Lissauer – niemiecki lekarz pochodzenia żydowskiego
  - Abraham Maslow – amerykański psycholog
  - Awraham Melammed – izraelski historyk filozofii
  - Abraham de Moivre – matematyk francuski
  - Abraham Morewski – polski pisarz i aktor żydowskiego pochodzenia
  - Abraham Neumann – malarz i grafik polski
  - Abraham Olano – hiszpański kolarz szosowy
  - Abraham Ortelius – kartograf niderlandzki
  - Abraham Perlmutter – polski rabin i parlamentarzysta
  - Abraham Ribicoff – polityk amerykański
  - Abraham Socha – mazowiecki krzyżowiec
  - Abraham Spiegel – filantrop amerykański
  - Abraham Stern – polski wynalazca żydowskiego pochodzenia
  - Abraham Suckewer – polsko-żydowski poeta tworzący w języku jidysz
  - Abraham (Aleksiej Fiodorowicz Szumilin) – rosyjski biskup prawosławny
  - Abraham z Kaszkaru – mnich
  - Abraham z Lipeh – mnich
  - Abraham z Strathearn – szkocki biskup z XIII wieku
  - Abraham Głowacz ze Zbąszynia – możnowładca wielkopolski
  - Abraham Zbąski (zm. 1541) – kasztelan bydgoski w latach (1516–1528).** Abram Kardiner – amerykański antropolog kultury
  - Abramo Barosso – włoski twórca komiksów
- Postaci fikcyjne
  - Abraham – sługa Montecchiego w Romeo i Julia Szekspira
  - Abraham Simpson – postać z serialu animowanego Simpsonowie
  - Abraham Van Helsing – naukowiec i łowca wampirów z powieści Stokera